# Big Show
Paul Donald Wight Jr. (* 8. února 1972), známý hlavně pod ringovým jménem Paul Wight, je americký profesionální wrestler a herec. Od roku 2021 pracuje ve společnosti All Elite Wrestling (AEW).
Poprvé v ringu debutoval v roce 1995 ve World Championship Wrestling (WCW) pod ringovým jménem The Giant. Díky své výšce je desátým nejvyšším wrestlerem v historii World Wrestling Entertainment (WWE), zde byl známý jako Big Show.

## Filmografie
- Jingle All the Way (1996)
- McCinsey's Island (1996)
- McCinsey's Island (1998)
- The Waterboy (1998)
- Little Hercules in 3-D (2006)
- MacGruber (2010)
- Knucklehead (2010)
- Vendetta (2015)
- Countdown (2016)
- The Jetsons & WWE: Robo-WrestleMania! (2017)
- Fighting with My Family (2019)
- No Time to Spy: A Loud House Movie (2024)

## Finishery
- Chokeslam
- Foxy Bomb (2010)
- Cobra clutch backbreaker (2006, 2008)
- Colossal Clutch (2009 - 2012)
- Final Cut (2001, 2002, 2012 - 2013)
- KO Punch, Showstopper (2001 - 2002)

Některé s těchto Finisherů Big Show přestal používat nebo je používá velmi vzácně.

## Získané tituly
- WWF/E Championship (2krát)
- ECW World Championship (1krát)
- World Heavyweight Championship (2krát)
- WWF/E Hardcore Championship (3krát)
- WWE United States Championship (1krát)
- WWE Intercontinental Championship (1krát)
- WWE Tag Team Championship (3krát)
- WWF/World Tag Team Championship (5krát)
- André the Giant Memorial Trophy Vítěz (2015)
- WCW World Heavyweight Championship (2krát)
- WCW World Tag Team Championship (3krát)
- World War 3 (1996)
- Slammy Awards (5krát)